# 13.ª etapa da Volta a França de 2018
A 13ª etapa da Volta a França de 2018 teve lugar a 20 de julho de 2018 entre Le Bourg-d'Oisans e Valence sobre um percurso de 169 km.

## Classificação da etapa
| \| Classificação por etapas \| Classificação por etapas \| Classificação por etapas \| Classificação por etapas \| Classificação por etapas \| \| Ciclista \| Ciclista \| Equipe \| Tempo \| \| \| ------------------------ \| ------------------------ \| ------------------------- \| ------------------------ \| ------------------------ \| \| 1. \| Peter Sagan \| Bora-Hansgrohe \| 3h45m55s \| \| \| 2. \| Alexander Kristoff \| UAE Team Emirates \| + 0s \| \| \| 3. \| Arnaud Démare \| Groupama-FDJ \| + 0s \| \| \| 4. \| John Degenkolb \| Trek-Segafredo \| + 0s \| \| \| 5. \| Greg Van Avermaet \| BMC Racing Team \| + 0s \| \| \| 6. \| Yves Lampaert \| Quick-Step Floors \| + 0s \| \| \| 7. \| Magnus Cort \| Astana \| + 0s \| \| \| 8. \| Andrea Pasqualon \| Wanty-Groupe Gobert \| + 0s \| \| \| 9. \| Sonny Colbrelli \| Bahrain-Merida \| + 0s \| \| \| 10. \| Taylor Phinney \| EF Education First-Drapac \| + 0s \| \| |                    |                           |          |
| |                    |                           |          |
| Fonte: ProCyclingStats |                    |                           |          |
| Classificação por etapas |                    |                           |          |
| Ciclista | Ciclista           | Equipe                    | Tempo    |
| 1. | Peter Sagan        | Bora-Hansgrohe            | 3h45m55s |
| 2. | Alexander Kristoff | UAE Team Emirates         | + 0s     |
| 3. | Arnaud Démare      | Groupama-FDJ              | + 0s     |
| 4. | John Degenkolb     | Trek-Segafredo            | + 0s     |
| 5. | Greg Van Avermaet  | BMC Racing Team           | + 0s     |
| 6. | Yves Lampaert      | Quick-Step Floors         | + 0s     |
| 7. | Magnus Cort        | Astana                    | + 0s     |
| 8. | Andrea Pasqualon   | Wanty-Groupe Gobert       | + 0s     |
| 9. | Sonny Colbrelli    | Bahrain-Merida            | + 0s     |
| 10. | Taylor Phinney     | EF Education First-Drapac | + 0s     |

## Classificações ao final da etapa

### Classificação geral
| \| Classificação geral \| Classificação geral \| Classificação geral \| Classificação geral \| Classificação geral \| \| Ciclista \| Ciclista \| Equipe \| Tempo \| \| \| ------------------- \| ------------------- \| ------------------- \| ------------------- \| ------------------- \| \| 1. \| Geraint Thomas \| Team Sky \| 53h10m38s \| \| \| 2. \| Chris Froome \| Team Sky \| + 1m39s \| \| \| 3. \| Tom Dumoulin \| Team Sunweb \| + 1m50s \| \| \| 4. \| Primož Roglič \| LottoNL-Jumbo \| + 2m46s \| \| \| 5. \| Romain Bardet \| AG2R La Mondiale \| + 3m07s \| \| \| 6. \| Mikel Landa \| Movistar Team \| + 3m13s \| \| \| 7. \| Steven Kruijswijk \| LottoNL-Jumbo \| + 3m43s \| \| \| 8. \| Nairo Quintana \| Movistar Team \| + 4m13s \| \| \| 9. \| Daniel Martin \| UAE Team Emirates \| + 5m11s \| \| \| 10. \| Jakob Fuglsang \| Astana \| + 5m45s \| \| |                   |                   |           |
| |                   |                   |           |
| Fonte: ProCyclingStats |                   |                   |           |
| Classificação geral |                   |                   |           |
| Ciclista | Ciclista          | Equipe            | Tempo     |
| 1. | Geraint Thomas    | Team Sky          | 53h10m38s |
| 2. | Chris Froome      | Team Sky          | + 1m39s   |
| 3. | Tom Dumoulin      | Team Sunweb       | + 1m50s   |
| 4. | Primož Roglič     | LottoNL-Jumbo     | + 2m46s   |
| 5. | Romain Bardet     | AG2R La Mondiale  | + 3m07s   |
| 6. | Mikel Landa       | Movistar Team     | + 3m13s   |
| 7. | Steven Kruijswijk | LottoNL-Jumbo     | + 3m43s   |
| 8. | Nairo Quintana    | Movistar Team     | + 4m13s   |
| 9. | Daniel Martin     | UAE Team Emirates | + 5m11s   |
| 10. | Jakob Fuglsang    | Astana            | + 5m45s   |

### Classificação por pontos
| Classificação por pontos | Classificação por pontos | Classificação por pontos | Classificação por pontos | Classificação por pontos |
| Ciclista                 | Ciclista                 | Equipe                   | Pontos                   |                          |
| ------------------------ | ------------------------ | ------------------------ | ------------------------ | ------------------------ |
| 1.                       | Peter Sagan              | Bora-Hansgrohe           | 398 pts                  |                          |
| 2.                       | Alexander Kristoff       | UAE Team Emirates        | 170 pts                  |                          |
| 3.                       | Arnaud Démare            | Groupama-FDJ             | 133 pts                  |                          |
| 4.                       | John Degenkolb           | Trek-Segafredo           | 128 pts                  |                          |
| 5.                       | Andrea Pasqualon         | Wanty-Groupe Gobert      | 100 pts                  |                          |
| 6.                       | Greg Van Avermaet        | BMC Racing Team          | 85 pts                   |                          |
| 7.                       | Philippe Gilbert         | Quick-Step Floors        | 78 pts                   |                          |
| 8.                       | Sonny Colbrelli          | Bahrain-Merida           | 72 pts                   |                          |
| 9.                       | Alejandro Valverde       | Movistar Team            | 70 pts                   |                          |
| 10.                      | Daniel Martin            | UAE Team Emirates        | 68 pts                   |                          |

### Classificação da montanha
| Classificação da montanha | Classificação da montanha | Classificação da montanha | Classificação da montanha | Classificação da montanha |
| Ciclista                  | Ciclista                  | Equipe                    | Pontos                    |                           |
| ------------------------- | ------------------------- | ------------------------- | ------------------------- | ------------------------- |
| 1.                        | Julian Alaphilippe        | Quick-Step Floors         | 84 pts                    |                           |
| 2.                        | Warren Barguil            | Fortuneo-Samsic           | 70 pts                    |                           |
| 3.                        | Serge Pauwels             | Dimension Data            | 63 pts                    |                           |
| 4.                        | Geraint Thomas            | Team Sky                  | 30 pts                    |                           |
| 5.                        | David Gaudu               | Groupama-FDJ              | 25 pts                    |                           |
| 6.                        | Pierre Rolland            | EF Education First-Drapac | 23 pts                    |                           |
| 7.                        | Tom Dumoulin              | Team Sunweb               | 23 pts                    |                           |
| 8.                        | Rudy Molard               | Groupama-FDJ              | 22 pts                    |                           |
| 9.                        | Steven Kruijswijk         | LottoNL-Jumbo             | 20 pts                    |                           |
| 10.                       | Mikel Nieve               | Mitchelton-Scott          | 19 pts                    |                           |

### Classificação da jovens
| Classificação dos jovens | Classificação dos jovens | Classificação dos jovens  | Classificação dos jovens | Classificação dos jovens |
| Ciclista                 | Ciclista                 | Equipe                    | Tempo                    |                          |
| ------------------------ | ------------------------ | ------------------------- | ------------------------ | ------------------------ |
| 1.                       | Pierre Latour            | AG2R La Mondiale          | 53h27m19s                |                          |
| 2.                       | Guillaume Martin         | Wanty-Groupe Gobert       | + 1m58s                  |                          |
| 3.                       | Egan Bernal              | Team Sky                  | + 6m49s                  |                          |
| 4.                       | David Gaudu              | Groupama-FDJ              | + 36m59s                 |                          |
| 5.                       | Søren Kragh Andersen     | Team Sunweb               | + 50m11s                 |                          |
| 6.                       | Daniel Felipe Martínez   | EF Education First-Drapac | + 55m15s                 |                          |
| 7.                       | Stefan Küng              | BMC Racing Team           | + 55m16s                 |                          |
| 8.                       | Antwan Tolhoek           | LottoNL-Jumbo             | + 1h01m48s               |                          |
| 9.                       | Magnus Cort              | Astana                    | + 1h12m21s               |                          |
| 10.                      | Thomas Boudat            | Direct Énergie            | + 1h17m36s               |                          |

### Classificação por equipas
| Classificação por equipes | Classificação por equipes | Classificação por equipes | Classificação por equipes |
| Equipe                    | Equipe                    | Tempo                     |                           |
| ------------------------- | ------------------------- | ------------------------- | ------------------------- |
| 1.                        | Movistar Team             | 133h09m11s                |                           |
| 2.                        | Sky                       | + 1m37s                   |                           |
| 3.                        | Lotto NL-Jumbo            | + 5m45s                   |                           |
| 4.                        | Bahrain-Merida            | + 7m59s                   |                           |
| 5.                        | AG2R La Mondiale          | + 24m43s                  |                           |
| 6.                        | Astana                    | + 28m55s                  |                           |
| 7.                        | Team Sunweb               | + 34m55s                  |                           |
| 8.                        | Mitchelton-Scott          | + 35m34s                  |                           |
| 9.                        | BMC Racing Team           | + 46m29s                  |                           |
| 10.                       | Katusha-Alpecin           | + 53m53s                  |                           |